# Desejos de Mulher
Desejos de Mulher est une telenovela brésilienne diffusée en 2002 sur Rede Globo.

## Acteurs et personnages
| Acteur/Actrice       | Personnage                     |
| -------------------- | ------------------------------ |
| Glória Pires         | Júlia Moreno                   |
| Regina Duarte        | Andréia Vargas                 |
| Alessandra Negrini   | Selma Dumont (Selminha/Karen)  |
| Herson Capri         | Diogo Valente                  |
| Eduardo Moscovis     | Francisco "Chico" Maia         |
| Mel Lisboa           | Gabriela Diniz                 |
| José de Abreu        | Bruno Vargas                   |
| José Wilker          | Ariel Britz                    |
| Renata Sorrah        | Rachel Vonnegut                |
| Drica Moraes         | Gilda>                         |
| Cássio Gabus Mendes  | Renato Moreno                  |
| Vanessa Gerbelli     | Gongon (Gonçala)               |
| Regiane Alves        | Letícia Miranda Moreno         |
| Vera Holtz           | Bárbara Toledo                 |
| Hugo Carvana         | Atílio Miranda                 |
| Sílvia Pfeifer       | Virgínia                       |
| Evandro Mesquita     | Bill                           |
| Walderez de Barros   | Judite Moreno                  |
| Nelson Dantas        | Ubaldo Moreno                  |
| Rosi Campos          | Marlene Motta                  |
| Otávio Müller        | Tadeu Borges                   |
| Betty Gofman         | Nair                           |
| Tonico Pereira       | Kléber                         |
| Miriam Pires         | Isaura                         |
| Chris Couto          | Sophie                         |
| Alice Borges         | Frida                          |
| Mariana Lima         | Antônia Donaggio               |
| Fernando Alves Pinto | Sandro                         |
| Cassiano Carneiro    | Hélio Roque                    |
| João Camargo         | Afrânio                        |
| Pedro Brício         | Juca                           |
| David Herman         | Mr. David                      |
| Cristina Amadeo      | Meire                          |
| Stepan Nercessian    | Apolinário                     |
| Thereza Piffer       | Euzeni                         |
| Bernardo Marinho     | Bernardo Miranda Moreno        |
| Bruno Bezerra        | Pirulito                       |
| Sérgio Rufino        | Cristiano                      |
| Aline Aguiar         | Camila                         |
| Juliana Didone       | Tati                           |
| Nathália Rodrigues   | Patrícia "Paty" Vonnegut Britz |
| Joana Motta          | Olívia                         |
| Rocco Pitanga        | Joaquim                        |
| Rodrigo Hilbert      | Pablo                          |
| Daniel Del Sarto     | Nicolau Toledo Valente         |
| Luiza Mariani        | Xana                           |
| Marcelo Laham        | Vavá                           |
| Márcio Kieling       | Beto                           |

### Participations
| Acteur/Actrice         | Personnage |
| ---------------------- | ---------- |
| Alexandre Herchcovitch | Okky       |

## Diffusion internationale
- Rede Globo (2002)

### Sources
- (pt) Cet article est partiellement ou en totalité issu de l’article de Wikipédia en portugais intitulé « Desejos de Mulher » (voir la liste des auteurs).